# Ulica Radlińska w Wodzisławiu Śląskim
Ulica Radlińska w Wodzisławiu Śląskim to historyczna ulica, zaznaczona już na mapie Wodzisławia z 1810 roku. Była ważnym traktem łączącym Wodzisław Śląski z Radlinem, a dalej z Rybnikiem (była to jedyna droga do Rybnika). Po wybudowaniu obecnej DK78 ulica ta straciła na znaczeniu. Ulica ta od zawsze nosiła nazwę Radlińska aż do ówczesnych granic administracyjnych miasta. Natomiast w Radlinie II przed 1975 r. nazywała się Wodzisławska. Nazwę ujednolicono po 1975 r., kiedy Radlin II i Radlin stały się dzielnicami Wodzisławia Śląskiego. Dzisiaj ulica ta pełni ważną funkcję połączenia z centrum dzielnic Radlin II oraz Trzy Wzgórza. Stanowi także pośrednie połączenie z Rydułtowami oraz Głożynami. Przy ulicy nie ostało się zbyt wiele zabytków oprócz kaplicy z XIX w. oraz kilku krzyży przydrożnych. Do lat 90. XX wiek w. przy ulicy tej stał krzyż pokutny wykonany z piaskowca, który został przeniesiony pod Kościół Parafialny WNMP w Wodzisławiu Śląskim.
Z ważniejszych obiektów znajdujących się przy ulicy można wymienić kościół pw. św. Herberta oraz zakład ciepłowniczy.
Ulica ta ma długość 2,1 km. Zaczyna się od ul. Wałowej, a kończy na skrzyżowaniu o ruchu okrężnym z ulicami B.Chrobrego oraz Ks. Kard. Bolesława Kominka.

## Galeria

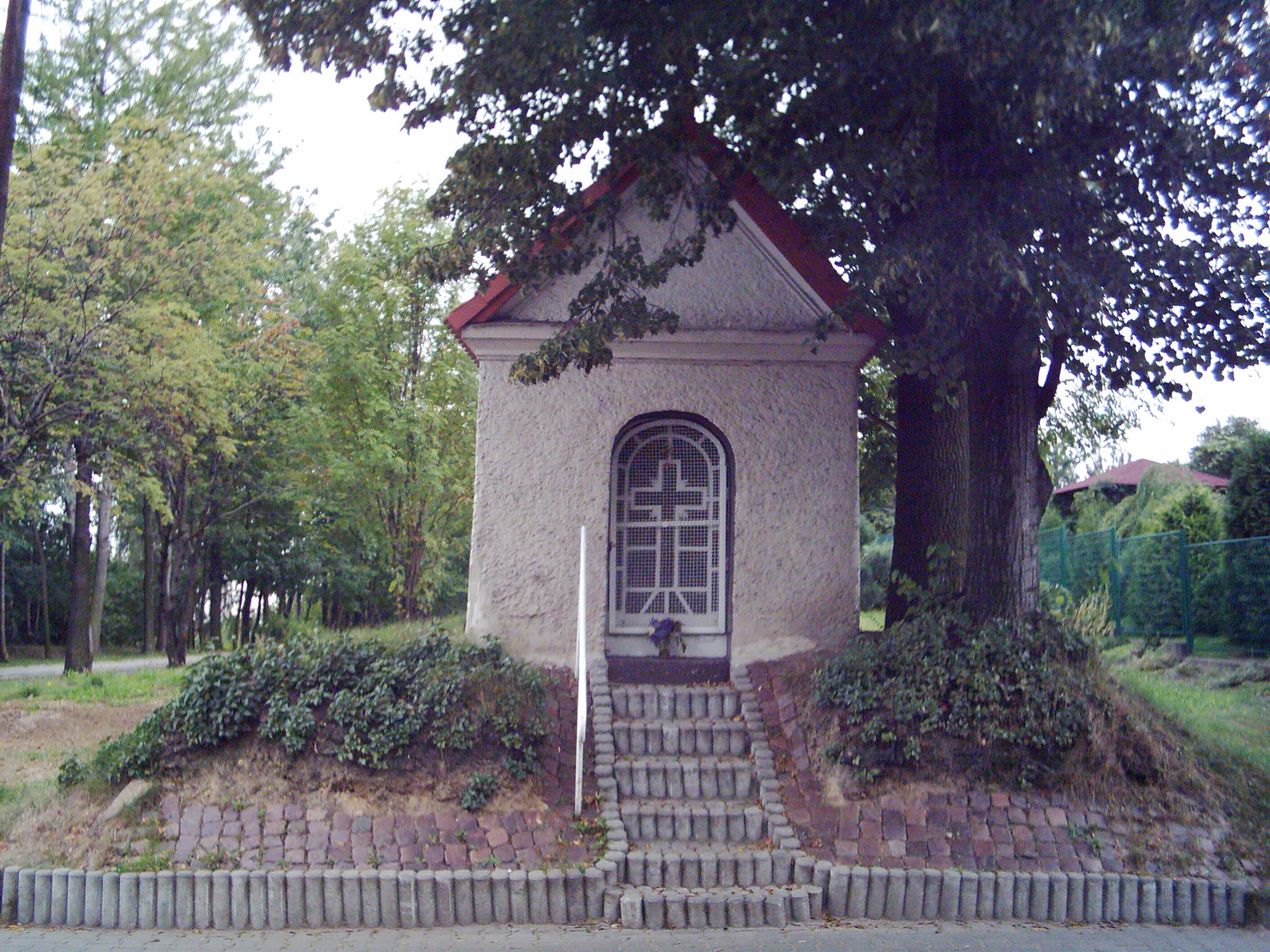
Zabytkowa Kapliczka z XIX w. przy ul. Radlińskiej w Wodzisławiu.
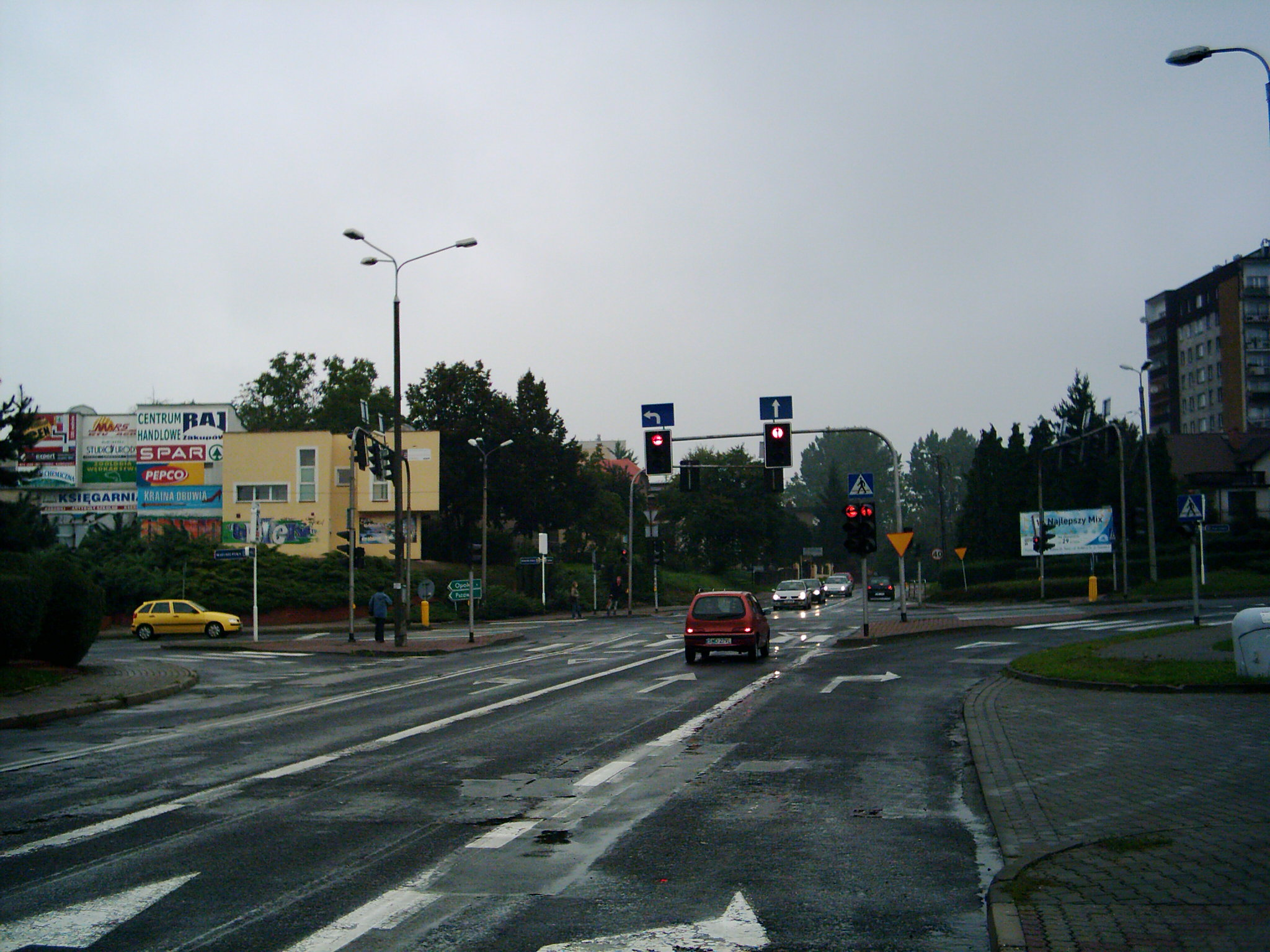
Widok na skrzyżowanie ul. Radlińskiej z ul. Matuszczyka i ul. 26 Marca
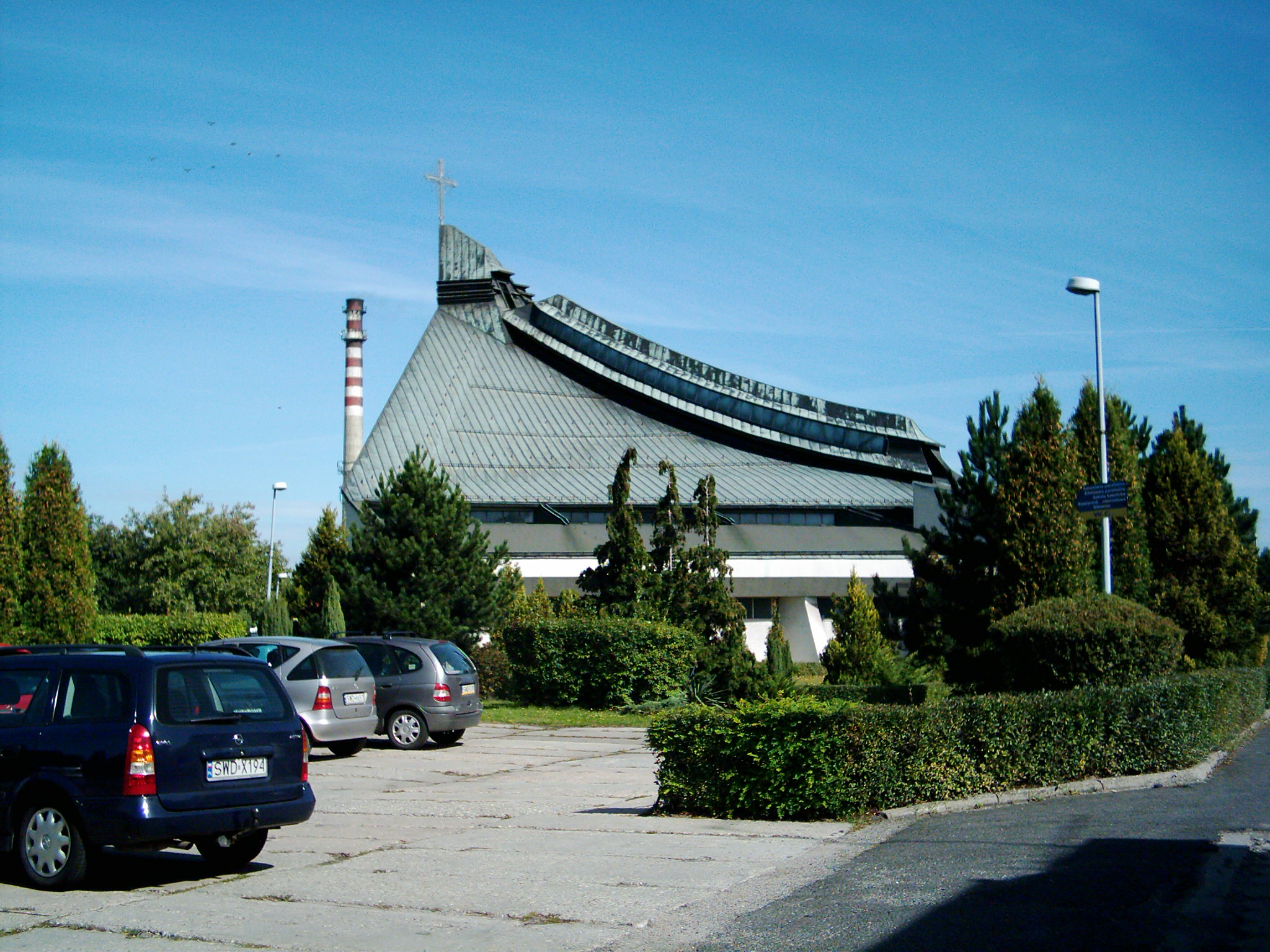
Parafia Św. Herberta w przy ul. Radlińskiej

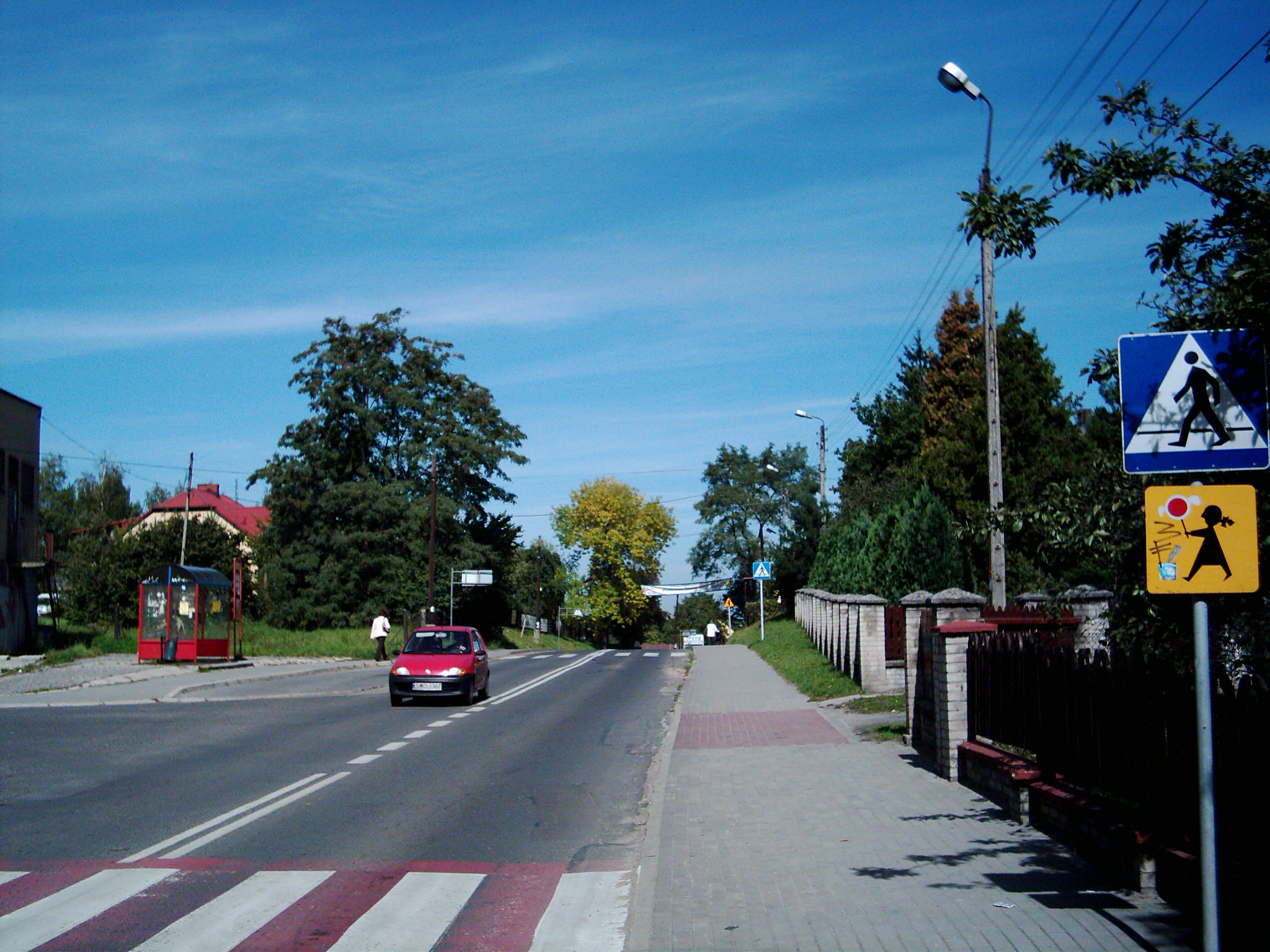
ul. Radlińska w Wodzisławiu Śląskim w okolicach os. XXX Lecia